# José Manuel Quirós y Blanco
José Manuel Quirós y Blanco (n. San José, Provincia de Costa Rica, 9 de mayo de 1810 — m. Rivas, Nicaragua, 11 de abril de 1856) fue un militar costarricense, héroe de la Campaña Nacional de 1856-1857 contra los filibusteros de William Walker.

## Vida y familia
El general José Manuel Quirós y Blanco fue bautizado el 9 de mayo de 1810, en San José, Provincia de Costa Rica. Casó el 20 de julio de 1838, en San José, con Beatriz Flores Rueda (ca 1822-1882), hija de Manuel Flores († 1853) y de María Rueda (1769-1829), padres de:
- Beatriz Quirós Flores (1839)
- Ermida Quirós Flores (1843-1899) que casó el 4 de junio de 1860, en San José, con Leopoldo Montealegre Fernández (1832-1891), hermano de José María Montealegre Fernández, presidente de Costa Rica, con descendencia.
- Abraham Quirós Flores (1849)
- Pilar Quirós Flores (1845-1928)
- Manuel Felipe Quirós Flores (ca 1851-1896) que se casó con Susana Carranza Fernández (1855-1931), padres del General Arturo Quirós Carranza (1887) que casó el 16 de julio de 1921, en el Carmen, San José, Costa Rica con Emilia González Herrán (1895), hija de Cleto González Víquez, presidente de Costa Rica
- Juan Vicente Quirós Flores (1853)
- Dolores Quirós Flores (1855-1935) que casó con Enrique Rawson, con descendencia.
- Reginaldo Quirós Flores
- Luis Felipe Quirós Flores.

## Carrera militar
José Manuel Quirós y Blanco se dedicó desde joven a la carrera militar y alcanzó el grado de general. Fue Comandante del cuartel de San José y comandante general de las armas del Estado. 
Cuando era capitán y comandante del Cuartel de San José, derrocó el domingo 27 de mayo de 1838, al gobierno de Manuel Aguilar Chacón y proclamó como nuevo jefe de Estado a Braulio Carrillo Colina.
Fue comandante general del 11 de abril al 29 de noviembre de 1844, durante el gobierno provisorio de José María Alfaro Zamora
Obra suya fue igualmente el pronunciamiento de noviembre de 1849, que derrocó al Presidente José María Castro Madriz. Posteriormente hubo indicios de que participaba en una conspiración contra el presidente Juan Rafael Mora Porras, por lo que se le separó de la comandancia y se le expulsó del país sin juicio. Su exilio fue de corta duración y a su retorno laboró bajo las órdenes de la intendencia general de caminos.
Al iniciarse la guerra contra los filibusteros, Juan Rafael Mora Porras presidente de Costa Rica lo incorporó al estado mayor y marchó con el ejército a Nicaragua. Murió heroicamente en la batalla de Rivas, el 11 de abril de 1856.
Juan Rafael Mora Porras presidente de Costa Rica se expresó de la manera siguiente sobre el general José Manuel Quirós Blanco, en una carta enviada a la viuda del general, el 17 de abril de 1856:

"Señora doña Beatriz Flores de Quirós, 		
Rivas, abril 17 de 1856.
“El general Quirós ha encontrado en la jornada del 11 una gloriosa muerte, cumpliendo una orden que le mandé ejecutar.
“Al asociarme a la justa pena que le haya causado a usted, tan sensible pérdida, deseo le sirva de consuelo la circunstancia de haber su esposo terminado noblemente su carrera entre las filas de un ejército que cumple con la heroica misión de liberar a Centroamérica de sus invasores. Tan honroso título de honor para los hijos del General, constituye para la Patria una deuda sagrada que sabrá satisfacer.”
“Ruego a Ud. Acepte las seguridades de la respetuosa consideración con que tengo el honor de ser de Ud. Señora, muy atento y obsecuente servidor, Q.B.S.M.

Juan R. Mora"

## Ancestros hasta los tatarabuelos
|  |                                                               |  |  |  |  |  |  |  |  |  |  |  |  |  |  |  |
|  | 16. Antonio de Arrieta (o Harrieta)                           |  |  |  |  |  |  |  |  |  |  |  |  |  |  |  |
|  |                                                               |  |  |  |  |  |  |  |  |  |  |  |  |  |  |  |
|  |                                                               |  |  |  |  |  |  |  |  |  |  |  |  |  |  |  |
|  | 8. José Manuel Quirós ( o Arrieta)                            |  |  |  |  |  |  |  |  |  |  |  |  |  |  |  |
|  |                                                               |  |  |  |  |  |  |  |  |  |  |  |  |  |  |  |
|  |                                                               |  |  |  |  |  |  |  |  |  |  |  |  |  |  |  |
|  | 17. Juana Paula de Quirós (ca 1710)                           |  |  |  |  |  |  |  |  |  |  |  |  |  |  |  |
|  |                                                               |  |  |  |  |  |  |  |  |  |  |  |  |  |  |  |
|  |                                                               |  |  |  |  |  |  |  |  |  |  |  |  |  |  |  |
|  | 4. Juan Manuel Quirós Castro (ca 1738-1828)                   |  |  |  |  |  |  |  |  |  |  |  |  |  |  |  |
|  |                                                               |  |  |  |  |  |  |  |  |  |  |  |  |  |  |  |
|  |                                                               |  |  |  |  |  |  |  |  |  |  |  |  |  |  |  |
|  | 18. Estanislao de Castro y Porras                             |  |  |  |  |  |  |  |  |  |  |  |  |  |  |  |
|  |                                                               |  |  |  |  |  |  |  |  |  |  |  |  |  |  |  |
|  |                                                               |  |  |  |  |  |  |  |  |  |  |  |  |  |  |  |
|  | 9.Josefa Nicolasa de Castro y Polo (ca 1740-1811)             |  |  |  |  |  |  |  |  |  |  |  |  |  |  |  |
|  |                                                               |  |  |  |  |  |  |  |  |  |  |  |  |  |  |  |
|  |                                                               |  |  |  |  |  |  |  |  |  |  |  |  |  |  |  |
|  | 19. María Francisca Polo y Martínez (1720)                    |  |  |  |  |  |  |  |  |  |  |  |  |  |  |  |
|  |                                                               |  |  |  |  |  |  |  |  |  |  |  |  |  |  |  |
|  |                                                               |  |  |  |  |  |  |  |  |  |  |  |  |  |  |  |
|  | 2. Francisco Quirós Castro (1783-1825)                        |  |  |  |  |  |  |  |  |  |  |  |  |  |  |  |
|  |                                                               |  |  |  |  |  |  |  |  |  |  |  |  |  |  |  |
|  |                                                               |  |  |  |  |  |  |  |  |  |  |  |  |  |  |  |
|  | 20. Francisco Rodríguez de Castro 21=21. Juana Josefa Tenorio |  |  |  |  |  |  |  |  |  |  |  |  |  |  |  |
|  |                                                               |  |  |  |  |  |  |  |  |  |  |  |  |  |  |  |
|  |                                                               |  |  |  |  |  |  |  |  |  |  |  |  |  |  |  |
|  | 10.José Antonio de Castro (+1779)                             |  |  |  |  |  |  |  |  |  |  |  |  |  |  |  |
|  |                                                               |  |  |  |  |  |  |  |  |  |  |  |  |  |  |  |
|  |                                                               |  |  |  |  |  |  |  |  |  |  |  |  |  |  |  |
|  | 5. Teresa Castro Cascante (+1829)                             |  |  |  |  |  |  |  |  |  |  |  |  |  |  |  |
|  |                                                               |  |  |  |  |  |  |  |  |  |  |  |  |  |  |  |
|  |                                                               |  |  |  |  |  |  |  |  |  |  |  |  |  |  |  |
|  | 22. Antonio Dionicio Cascante (+ 1764)                        |  |  |  |  |  |  |  |  |  |  |  |  |  |  |  |
|  |                                                               |  |  |  |  |  |  |  |  |  |  |  |  |  |  |  |
|  |                                                               |  |  |  |  |  |  |  |  |  |  |  |  |  |  |  |
|  | 11.Simona Ramona Cascante Angulo (+ 1779)                     |  |  |  |  |  |  |  |  |  |  |  |  |  |  |  |
|  |                                                               |  |  |  |  |  |  |  |  |  |  |  |  |  |  |  |
|  |                                                               |  |  |  |  |  |  |  |  |  |  |  |  |  |  |  |
|  | 23. Dorotea de Angulo Zamora                                  |  |  |  |  |  |  |  |  |  |  |  |  |  |  |  |
|  |                                                               |  |  |  |  |  |  |  |  |  |  |  |  |  |  |  |
|  |                                                               |  |  |  |  |  |  |  |  |  |  |  |  |  |  |  |
|  | 1. General José Manuel Quirós Blanco                          |  |  |  |  |  |  |  |  |  |  |  |  |  |  |  |
|  |                                                               |  |  |  |  |  |  |  |  |  |  |  |  |  |  |  |
|  |                                                               |  |  |  |  |  |  |  |  |  |  |  |  |  |  |  |
|  | 24. Juan Bautista Zapata Blanco (ca 1684)                     |  |  |  |  |  |  |  |  |  |  |  |  |  |  |  |
|  |                                                               |  |  |  |  |  |  |  |  |  |  |  |  |  |  |  |
|  |                                                               |  |  |  |  |  |  |  |  |  |  |  |  |  |  |  |
|  | 12.Juan Francisco Blanco Herrera                              |  |  |  |  |  |  |  |  |  |  |  |  |  |  |  |
|  |                                                               |  |  |  |  |  |  |  |  |  |  |  |  |  |  |  |
|  |                                                               |  |  |  |  |  |  |  |  |  |  |  |  |  |  |  |
|  | 25. Inés de Herrera                                           |  |  |  |  |  |  |  |  |  |  |  |  |  |  |  |
|  |                                                               |  |  |  |  |  |  |  |  |  |  |  |  |  |  |  |
|  |                                                               |  |  |  |  |  |  |  |  |  |  |  |  |  |  |  |
|  | 6. Manuel Hipólito Blanco Ramírez                             |  |  |  |  |  |  |  |  |  |  |  |  |  |  |  |
|  |                                                               |  |  |  |  |  |  |  |  |  |  |  |  |  |  |  |
|  |                                                               |  |  |  |  |  |  |  |  |  |  |  |  |  |  |  |
|  | 26. Francisco Ramírez                                         |  |  |  |  |  |  |  |  |  |  |  |  |  |  |  |
|  |                                                               |  |  |  |  |  |  |  |  |  |  |  |  |  |  |  |
|  |                                                               |  |  |  |  |  |  |  |  |  |  |  |  |  |  |  |
|  | 13.Josefa de la Candelaria Ramírez                            |  |  |  |  |  |  |  |  |  |  |  |  |  |  |  |
|  |                                                               |  |  |  |  |  |  |  |  |  |  |  |  |  |  |  |
|  |                                                               |  |  |  |  |  |  |  |  |  |  |  |  |  |  |  |
|  | 27. María de Tapia                                            |  |  |  |  |  |  |  |  |  |  |  |  |  |  |  |
|  |                                                               |  |  |  |  |  |  |  |  |  |  |  |  |  |  |  |
|  |                                                               |  |  |  |  |  |  |  |  |  |  |  |  |  |  |  |
|  | 3. María Dolores Blanco Rojas (1787-1842)                     |  |  |  |  |  |  |  |  |  |  |  |  |  |  |  |
|  |                                                               |  |  |  |  |  |  |  |  |  |  |  |  |  |  |  |
|  |                                                               |  |  |  |  |  |  |  |  |  |  |  |  |  |  |  |
|  | 28. Manuel Rojas                                              |  |  |  |  |  |  |  |  |  |  |  |  |  |  |  |
|  |                                                               |  |  |  |  |  |  |  |  |  |  |  |  |  |  |  |
|  |                                                               |  |  |  |  |  |  |  |  |  |  |  |  |  |  |  |
|  | 14. José de Rojas Salazar                                     |  |  |  |  |  |  |  |  |  |  |  |  |  |  |  |
|  |                                                               |  |  |  |  |  |  |  |  |  |  |  |  |  |  |  |
|  |                                                               |  |  |  |  |  |  |  |  |  |  |  |  |  |  |  |
|  | 29. María de Salazar y Chaves (ca 1700)                       |  |  |  |  |  |  |  |  |  |  |  |  |  |  |  |
|  |                                                               |  |  |  |  |  |  |  |  |  |  |  |  |  |  |  |
|  |                                                               |  |  |  |  |  |  |  |  |  |  |  |  |  |  |  |
|  | 7. María de los Ángeles Rojas Estrella                        |  |  |  |  |  |  |  |  |  |  |  |  |  |  |  |
|  |                                                               |  |  |  |  |  |  |  |  |  |  |  |  |  |  |  |
|  |                                                               |  |  |  |  |  |  |  |  |  |  |  |  |  |  |  |
|  | 30. Nicolás de Sanabria                                       |  |  |  |  |  |  |  |  |  |  |  |  |  |  |  |
|  |                                                               |  |  |  |  |  |  |  |  |  |  |  |  |  |  |  |
|  |                                                               |  |  |  |  |  |  |  |  |  |  |  |  |  |  |  |
|  | 15. Josefa Cayetana Estrella (Sanabria)( + 1780)              |  |  |  |  |  |  |  |  |  |  |  |  |  |  |  |
|  |                                                               |  |  |  |  |  |  |  |  |  |  |  |  |  |  |  |
|  |                                                               |  |  |  |  |  |  |  |  |  |  |  |  |  |  |  |
|  | 31. Josefa Estrella                                           |  |  |  |  |  |  |  |  |  |  |  |  |  |  |  |
|  |                                                               |  |  |  |  |  |  |  |  |  |  |  |  |  |  |  |
|  |                                                               |  |  |  |  |  |  |  |  |  |  |  |  |  |  |  |